# مارسيلو بومان
مارسيلو بومان (بالإنجليزية: Marcellus Bowman)‏ هو لاعب كرة قدم كندية أمريكي، ولد في 12 أكتوبر 1986 في يونغزتاون في الولايات المتحدة.